# UCLA Fútbol Club
La Universidad Centroccidental Lisandro Alvarado Fútbol Club  Fue un club de fútbol profesional venezolano, establecido en la ciudad de Barquisimeto. El equipo desapareció, gracias a la fusión de tres de los equipos del estado Lara: Policía de Lara FC, Unión Lara y UCLA FC, y así renace el Lara Fútbol Club, quien posteriormente desaparece.

## Estadio
El Estadio Farid Richa ubicado en Barquisimeto es el estadio donde realiza los partidos como local.
El Estadio Farid Richa es una infraestructura Futbolística ubicada en la ciudad capital del Estado Lara, Barquisimeto, en la parte centro occidental de Venezuela, es la sede del equipo, fue bautizado con ese nombre en homenaje a un destacado jugador de origen Libánes Farid Richa, fue inaugurado en el año 2001, y tiene una capacidad aproximada de 12.480 espectadores.

## Datos del club

### Competiciones nacionales
- Temporadas en 1.ª: 0.
- Temporadas en 2.ª: 5.
- Temporadas en 3.ª: 0.
- Temporadas en Torneo Aspirantes: 1

#### Estadísticas enSegunda División
- - Partidos jugados: 122
  - Partidos ganados: 29
  - Partidos empatados: 29
  - Partidos perdidos: 64
  - Goles a favor: 130
  - Goles en contra: 209

- Datos: Q9020298